# Вітіхновська Фріда Зельманівна

Фріда Зельманівна Вітіхновська (12 липня 1897, Олександрія Херсонська губернія, Російська імперія — дата і місце смерті невідомі) — українська бібліографка, бібліотекарка. Співробітниця Харківської державної наукової бібліотеки імені В. Г. Короленка. Друга дружина прем’єр-міністра УНР Всеволода Голубовича. Двічі репресована радянськими органами держбезпеки. Реабілітована 1989 року

## Біографія
Народилася у родині торгівця. Закінчила жіночу гімназію в Олександрії (1918). У 1917 році навчалася на Київських вищих жіночих курсах, де вступила до партії меншовиків. Перебувала у партії до 1919 року, після чого вибула з неї з «сімейних обставин» — вийшла заміж і народила дитину  ".
У 1922 році повернулася до батьків в Олександрію. З 1923 року мешкала у Харкові, де працювала у сфері політичної освіти бібліотечних працівників, а також бібліотекаркою й бібліографкою. 
Восени 1923 року вийшла заміж за Всеволода Голубовича — колишнього прем’єр-міністра УНР, який на той час працював у ВРНГ УСРР. Подружжя виховувало доньку — Ірину-Марію Голубович ".
З 1931 року працювала в Харківській державній науковій бібліотеці ім. В. Г. Короленка, під безпосереднім керівництвом Бориса Осиповича Боровича — досвідченого бібліографа та фахівця з каталогізації, який раніше належав до меншовицької партії.
У 1933 році звинувачена в ідейному зв’язку з Боровичем та «ворожій ідеології», усунута з посади, позбавлена звання ударниці та права на наукове відрядження. У серпні 1933 року рішенням профспілкових зборів Вітіхновська була виключена зі складу спілки. Згодом оскаржила ці рішення й була поновлена в правах . 
З серпня 1933 по липень 1934 року не працювала.
У лютому 1938 року, на момент першого арешту, була бібліотекаркою у дитячій клініці ".

## Репресії
У 1938 році заарештована НКВС Харківської області за звинуваченням в участі в антирадянській організації українських есерів. Утримувалась у харківській в’язниці. Засуджена до 5 років виправно-трудових таборів. Покарання відбувала у Карагандинському таборі НКВС та Актюбинському таборі .
Звільнена 10 січня 1947 року, попри те, що термін закінчився ще 23 лютого 1943. 
Після звільнення працювала обліковицею у будівельному тресті в Актюбинську.
На початку 1948 року повернулася до Олександрії, не працювала, родини більше не мала.
30 травня 1949 року вдруге заарештована органами МДБ Кіровоградської області. Обвинувачена в участі у меншовицькій та есерівській організаціях, а також у складанні «контрреволюційного предметного каталогу» у співпраці з Боровичем. Заслана на спецпоселення до Красноярського краю. Подальша доля невідома ".

## Реабілітація
19 листопада 1989 року прокуратурою Харківської області визнана жертвою політичних репресій 1930–1950-х років і реабілітована.

## Родина
Чоловік — Голубович Всеволод Олександрович (1885–1939) — прем’єр-міністр УНР, політичний діяч. Помер у Ярославській тюрмі. Реабілітований у 1989 та 1991 роках.
Донька — Ірина-Марія Голубович (нар. 1926), подальша доля невідома".